# Styrax longipedicellatus
Styrax longipedicellatus är en storaxväxtart som beskrevs av J.A. Steyermark. Styrax longipedicellatus ingår i släktet Styrax och familjen storaxväxter. Inga underarter finns listade i Catalogue of Life.